# Bahnstrecke Nizan–Luxey
| Kreuzungsbahnhof Saint-Symphorien. Kolorierte Postkarte von um 1905. |                      | | |
| Karte von 1878 vor der Fertigstellung der Gesamtstrecke |                      | | |
| Kursbuchstrecke (SNCF): | 66                   | | |
| Streckenlänge: | 39,0 km              | | |
| Spurweite: | 1435 mm (Normalspur) | | |
| |                      | | |
| \| \| \| Bahnstrecke Langon–Gabarret von Langon \| \| \| \| 0,0 \| Nizan \| 104 m \| \| \| \| Bahnstrecke Langon–Gabarret nach Gabarret \| \| \| \| 3,6 \| Uzeste \| ~74 m \| \| \| ~7,5 \| Ciron \| Ciron \| \| \| ~7,7 \| Hafenanschluss (ab 1883)[1][2] \| Hafenanschluss (ab 1883)[1][2] \| \| \| 7,9 \| Villandraut \| ~34 m \| \| \| ~9,5 \| Baillon \| Baillon \| \| \| 12,3 \| Laburthe \| ~45 m \| \| \| 15,6 \| Saint-Léger \| ~53 m \| \| \| \| \| \| \| \| \| Bahnstrecke Saint Symphorien–Lesparre von Lesparre (Société générale des chemins de fer économiques (SE)) \| \| \| \| \| \| \| \| \| 17,5 \| Saint-Symphorien \| ~57 m \| \| \| ~22,0 \| Hure \| Hure \| \| \| 20,3 \| Magenta \| ~70 m \| \| \| \| Grenze Département Gironde/Landes \| ~78 m \| \| \| 28,9 \| Naudon \| ~82 m \| \| \| 30,9 \| Sore \| ~80 m \| \| \| ~31,8 \| Petite Leyre \| Petite Leyre \| \| \| 33,9 \| Houaste \| ~80 m \| \| \| ~39,4 \| D 651 (ehem. N 651) \| D 651 (ehem. N 651) \| \| \| 39,6 \| Luxey \| ~88 m \| \| \| \| \| \| \| \| \| Bahnstrecke Luxey–Mont-de-Marsan (LM) nach Mont-de-Marsan \| \| |                      | | |
| |                      | Bahnstrecke Langon–Gabarret von Langon                                                                    | |
| Bahnhof (Strecke außer Betrieb) | 0,0                  | Nizan | 104 m |
| Abzweig geradeaus und nach links (Strecke außer Betrieb) |                      | Bahnstrecke Langon–Gabarret nach Gabarret                                                                 | Bahnstrecke Langon–Gabarret nach Gabarret                                                                 |
| Bahnhof (Strecke außer Betrieb) | 3,6                  | Uzeste | ~74 m |
| Brücke über Wasserlauf (Strecke außer Betrieb) | ~7,5                 | Ciron | Ciron |
| Abzweig geradeaus und von rechts (Strecke außer Betrieb) | ~7,7                 | Hafenanschluss (ab 1883)                                                                                  | Hafenanschluss (ab 1883)                                                                                  |
| Bahnhof (Strecke außer Betrieb) | 7,9                  | Villandraut                                                                                               | ~34 m |
| Brücke über Wasserlauf (Strecke außer Betrieb) | ~9,5                 | Baillon                                                                                                   | Baillon                                                                                                   |
| Haltepunkt / Haltestelle (Strecke außer Betrieb) | 12,3                 | Laburthe                                                                                                  | ~45 m |
| Haltepunkt / Haltestelle (Strecke außer Betrieb) | 15,6                 | Saint-Léger                                                                                               | ~53 m |
| |                      | | |
| Abzweig geradeaus und von rechts (Strecke außer Betrieb) |                      | Bahnstrecke Saint Symphorien–Lesparre von Lesparre (Société générale des chemins de fer économiques (SE)) | Bahnstrecke Saint Symphorien–Lesparre von Lesparre (Société générale des chemins de fer économiques (SE)) |
| |                      | | |
| Bahnhof (Strecke außer Betrieb) | 17,5                 | Saint-Symphorien                                                                                          | ~57 m |
| Brücke über Wasserlauf (Strecke außer Betrieb) | ~22,0                | Hure | Hure |
| Haltepunkt / Haltestelle (Strecke außer Betrieb) | 20,3                 | Magenta                                                                                                   | ~70 m |
| Grenze (Strecke außer Betrieb) |                      | Grenze Département Gironde/Landes                                                                         | ~78 m |
| Haltepunkt / Haltestelle (Strecke außer Betrieb) | 28,9                 | Naudon | ~82 m |
| Bahnhof (Strecke außer Betrieb) | 30,9                 | Sore | ~80 m |
| Brücke über Wasserlauf (Strecke außer Betrieb) | ~31,8                | Petite Leyre                                                                                              | Petite Leyre                                                                                              |
| Haltepunkt / Haltestelle (Strecke außer Betrieb) | 33,9                 | Houaste                                                                                                   | ~80 m |
| Bahnübergang (Strecke außer Betrieb) | ~39,4                | D 651 (ehem. N 651)                                                                                       | D 651 (ehem. N 651)                                                                                       |
| Bahnhof (Strecke außer Betrieb) | 39,6                 | Luxey | ~88 m |
| |                      | | |
| |                      | Bahnstrecke Luxey–Mont-de-Marsan (LM) nach Mont-de-Marsan                                                 | |

Die Bahnstrecke Nizan–Luxey war eine eingleisige, 39 km lange Eisenbahnstrecke in den südfranzösischen Départements Gironde und Landes, die zwischen 1873 und 1978  von der privatwirtschaftlich organisierten Société générale des chemins de fer économiques (SE) betrieben wurde.

## Geschichte
| Abschnitt                      | Länge   | Eröffn. | Schl. |
| ------------------------------ | ------- | ------- | ----- |
| Nizan - Villandraut            | 7,9 km  | 1873    | 1951  |
| Villandraut - Saint-Symphorien | 9,6 km  | 1873    | 1978  |
| Saint-Symphorien - Sore        | 12,4 km | 1876    | 1970  |
| Sore - Luxeil                  | 8,7 km  | 1886    | 1970  |

Konzessionsnehmer für diese Strecke waren die beiden Männer namens Faugère und Bernard, denen am 27. April 1870 gesetzlich das Recht für 70 Jahre eingestanden wurde, ein Unternehmen zu gründen mit dem Ziel, den Bau und Betrieb dieser Eisenbahnstrecke zu unterhalten. Wenig später wurde diese Kollektivgesellschaft in die Aktiengesellschaft Compagnie du chemin de fer d’intérêt local de Nizan à Saint Symphorien umgewandelt.
Mit dem Vertrag vom 15. Dezember 1869 galt die Strecke als gemeinnützig, also auch für den Personenverkehr zugelassen. Die Arbeiten an der Strecke erwiesen sich als unkompliziert, sodass bereits am 2. Januar 1873 der Betrieb für das erste, 17,5 km lange Teilstück bis Saint-Symphorien freigegeben werden konnte. Auf dem Weg zwischen Nizan, wo sie rechts von der Bahnstrecke Langon–Gabarret abzweigt, lagen bis zu ihrem vorläufigen Endpunkt zwei Bahnhöfe und zwei eingleisige Haltepunkte (siehe Streckenband). Am Anfang gab es zwei Tenderlokomotiven mit drei gekuppelten Achsen, einen Abteilwagen mit allen drei Klassen, die mit Längsbänken ausgestattet waren im Fahrzeugbestand. Ferner standen zwei Gepäckwagen, zwei geschlossene Güterwaggons und vier Plattformwagen mit drehbaren Querträgern zum Transport von Bauteilen zur Verfügung.

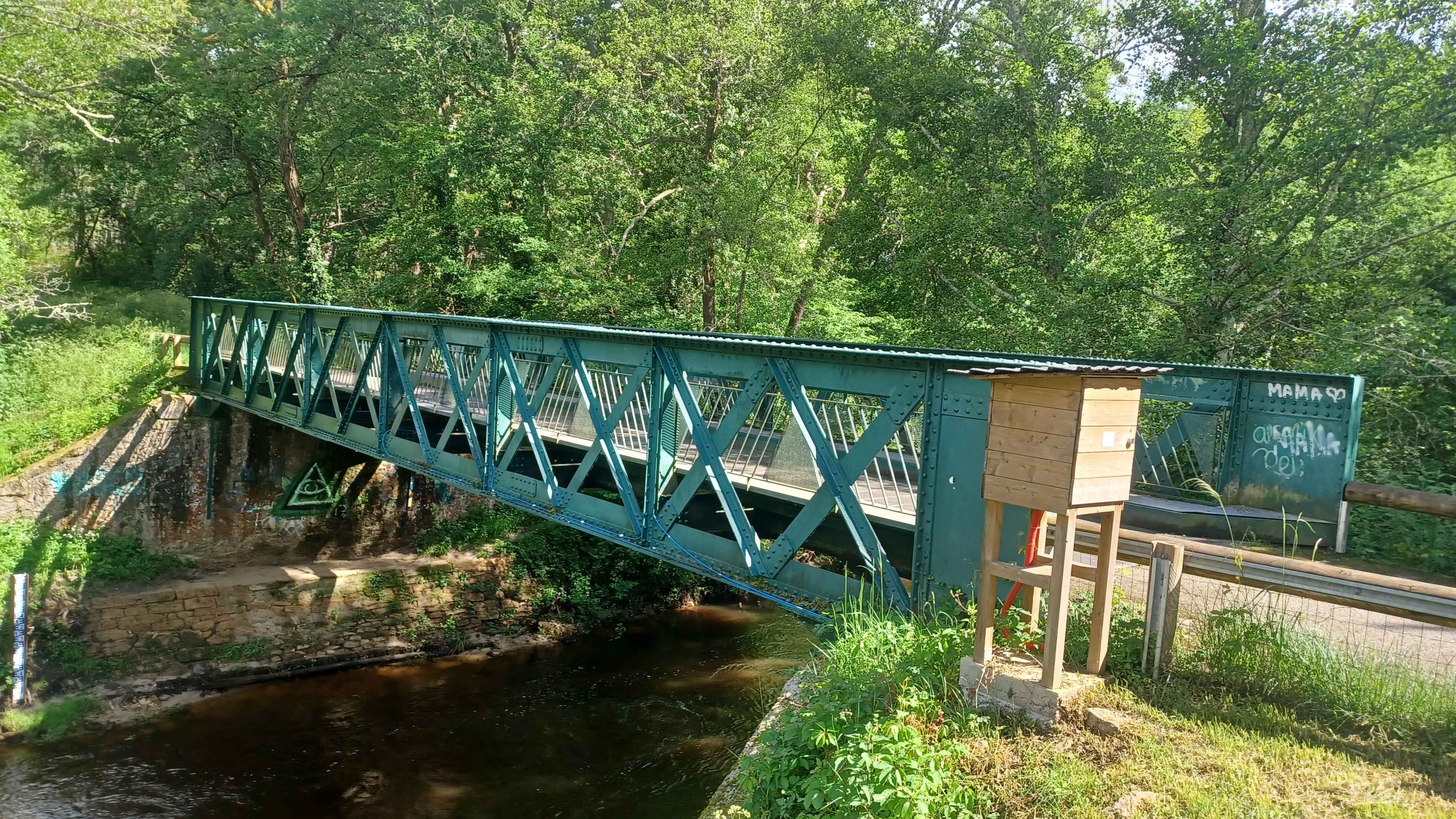
Ehemalige Eisenbahnbrücke, jetzt Fuß- und Radweg, bei BK ~7,5 über den Ciron, 2024

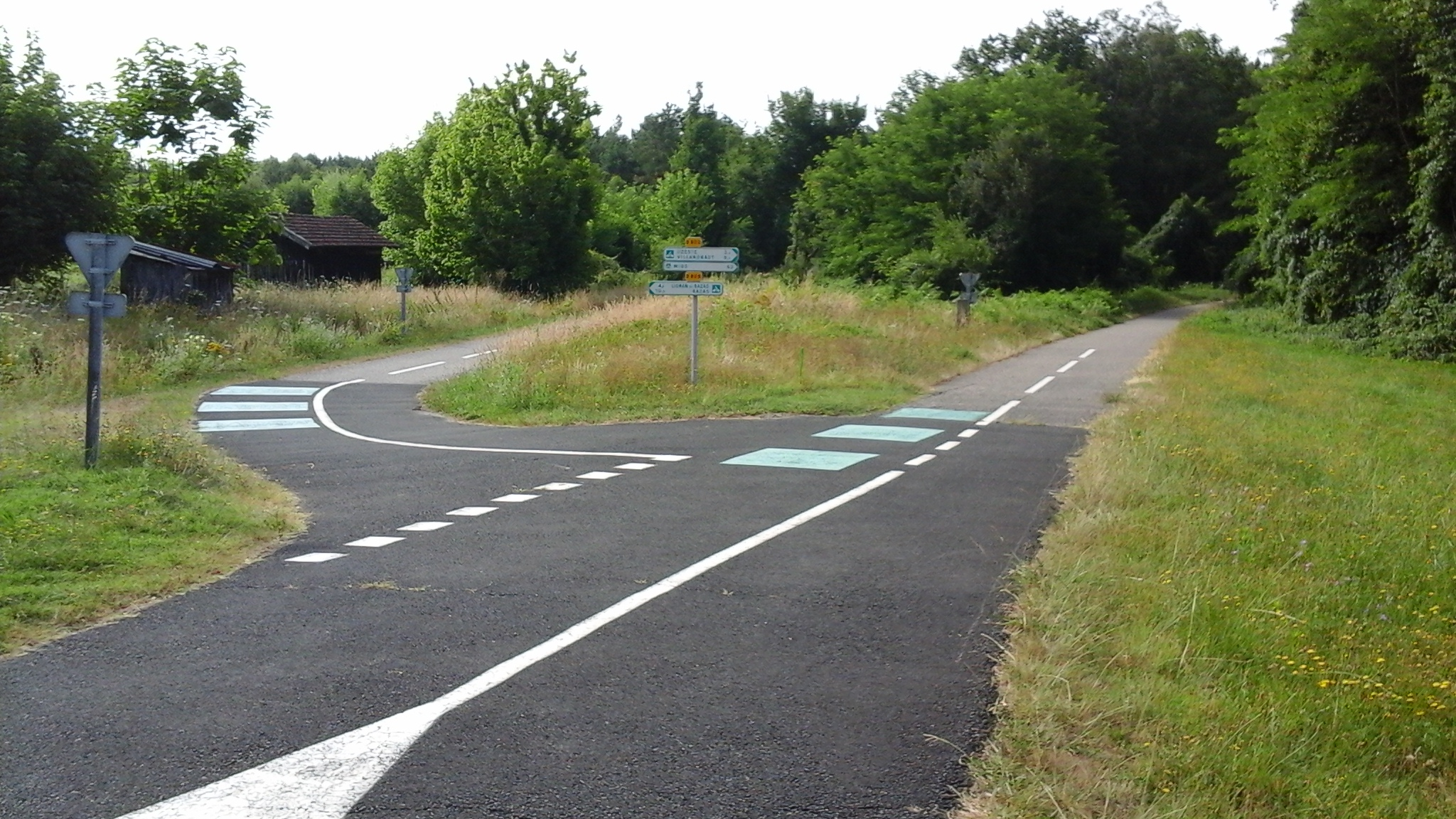
Am Bahnhof Nizan Trennung der Strecke (rechts) von der Bahnstrecke Langon–Gabarret. Auf den nächsten knapp 8 km wird die Strecke um 70 Meter fallen.

Auf den 16. März 1876 datiert das Dekret des Départements Gironde, das eine Verlängerung der Strecke bis Sore für gemeinnützig erklärt. Damit war eine Subvention von 17.500 Franken verbunden. Nach einem Planfeststellungsverfahren konnte die endgültige Trasse bereits am 1. Juni desselben Jahres genehmigt und schon am 30. November 1876 konnte der Betrieb freigegeben werden. Die gleiche Prozedur wiederholte sich für den letzten Teilabschnitt bis Luxey: Die Gemeinnützigkeitserklärung erfolgte nach eingegangenem Konzessionsantrag am 10. Januar 1885, die Eröffnung fand am 6. September 1886 statt.
Unabhängig vom Bauzustand der Strecke, wurde diese am 28. Mai 1881 an die wesentlich größere Bahngesellschaft Société générale des chemins de fer économiques (SE) verkauft, die drei Jahre später, am 7. Januar 1884, von Saint-Symphorien aus eine weitere Strecke haben sollte, die über 140 km in nordöstliche Richtung führte. Saint-Symphorien bekam 1873 einen größeren Bahnhof, ein Depot, einen Wasserturm und eine Zentralwerkstatt. Die überregional tätige Gesellschaft gründete dazu die Chemin de fer des Landes de la Gironde et du Blayais. Bis 1887 war der Kauf juristisch abgewickelt.
Eröffnung und Schließung der einzelnen Streckenabschnitt wird in der nebenstehenden Tabelle dargestellt.
Von Langon kommend wurde auf der Strecke bis Saint-Symphorien ein Voie verte eingerichtet, ein Freizeitweg, der besonders für Velotourismus geeignet ist.